# Mittelhessische Dialekte
Mittelhessisch, Zentralhessisch oder auch Oberhessisch von vielen Sprechern traditionell als „Platt“ (z. B. Hinterländer Platt) bezeichnet, wird gesprochen in einem Gebiet Mittelhessens, das den größten Teil der Landkreise Wetteraukreis, Hochtaunuskreis, Limburg-Weilburg, Lahn-Dill-Kreis, Gießen und Marburg-Biedenkopf sowie Teile der Landkreise Main-Kinzig-Kreis, Rheingau-Taunus-Kreis und Vogelsbergkreis umfasst. Das Wittgensteiner Platt, das im südlichen Nordrhein-Westfalen gesprochen wird, weist große Übereinstimmungen mit dem mittelhessischen Dialekt auf. Die Mundart der meisten Städte steht allerdings den Stadtmundarten des Rhein-Main-Gebiets näher als dem Mittelhessischen. Im südlichen mittelhessischen Sprachraum wird der Dialekt durch die städtischen Mundarten des Rhein-Main-Gebiets umgeformt und verdrängt.

## Entwicklung
Hessisch ist nicht „Fernsehhessisch“
Die mediale Darstellung des in der Kritik als „Fernsehhessisch“ (auch „Äbbelwoihessisch“) bezeichneten Neuhessisch hat indes mit den unterschiedlichen hessischen Dialekten wenig gemein.
Zur Popularisierung des Neuhessischen trugen viel gesehene Fernseh-Unterhaltungssendungen bei wie „Familie Hesselbach“ oder „Zum Blauen Bock“ sowie nicht zuletzt die Übertragungen der Mainzer Fastnacht „Mainz bleibt Mainz, wie es singt und lacht“. Aufgrund der Dominanz dieses Wirtschaftsraumes ist in den 1950er und 1960er Jahren der Eindruck entstanden, das Frankfurterische sei das Hessische schlechthin, was es nachweislich nicht ist.
Mittelhessische Dialekte
Die mittelhessischen Dialekte in ihren jeweiligen ortsgebundenen Lautgestalten und Prägungen (Topolekte) wurden bis etwa 1970 vom überwiegenden Teil der ländlichen Bevölkerung gesprochen. Der Einfluss der modernen Massenmedien, heute der Sprache des Internets, wie auch die sich seit den späteren 1960er Jahren entwickelnde Mobilität und die historischen Veränderungen der Lebens- und Arbeitswirklichkeiten führten dazu, dass die Dialekte immer weniger gesprochen werden, weil diese sprachgeschichtlich ihren aktuellen Verkehrswert verloren haben.
Die alten Formen der mittelhessischen wie oberhessischen Dialekte werden heute meist nur noch von Angehörigen der älteren, ortsgebundenen Generationen gesprochen oder in der Traditionspflege heimischen Brauchtums beibehalten. Im November 1984 ergab eine Umfrage („Hessischer Dialektzensus“) der „Arbeitsstelle Sprache in Hessen“ der Universität Marburg folgendes Bild: In der mittelhessischen Region gaben von den 48- bis 75-Jährigen Befragten 62 % an, dass sie „einen oder mehrere Dialekte sprechen“, unter den 31- bis 47-Jährigen 65 %, bei den 16- bis 30-Jährigen aber nur noch 52 %. Da gerade seit den 1980er Jahren das Hochdeutsche in allen Lebensbereichen massiv an Einfluss gewonnen hat, müssen die empirischen Befunde des Dialektzensus als überholt angesehen werden.
Am Südrand des mittelhessischen Sprachgebietes, beispielsweise in der südlichen Wetterau und in den mittelhessischen städtischen Zentren Wetzlar, Gießen und Marburg, Friedberg und Bad Nauheim, sind diese Dialekte bereits verschwunden bzw. im Verschwinden begriffen. An ihrer Stelle haben sich in städtischen Räumen neue Formen des Sprachgebrauchs herausgebildet, die in der modernen Dialektologie als „Neuhessisch“ bezeichnet werden und der Standardsprache nahestehen, wenn auch in eigenständigen, sprachgeschichtlich verwobenen Lautformen.
Von einem Aussterben der mittelhessischen Dialekte kann entgegen allen Prognosen zwar nicht gesprochen werden, wohl aber von einer Hinwendung zu regionalen Ausgleichsformen im öffentlichen Leben, zu neuen dialektalen Sprachformen mit dem Phänomen, dass die originären Dialektsprecher sich je nach Kommunikationserfordernis zwei- oder dreisprachig bewegen und im Sinne eines Code-Switching ausgebildet sind, wenn auch mit denselben Zungenschlägen (Bilinguismus). Es trifft auch keinesfalls zu, dass die Jüngeren den Dialekt ablehnen. Lediglich werden Dialekte mit kleinräumiger Geltung zugunsten von neu entstehenden allgemeineren Sprachformen mit größerer kommunikativer Reichweite (Regiolekt) aufgegeben. Sie verzichten dabei auf dialektale Formen, von denen sie wissen, dass sie schon wenige Kilometer weiter nicht oder kaum verstanden werden. Das ist u. a. auch eine Folge der zunehmenden Mobilität durch Beruf und Freizeit.
Eine weitere Sprache Mittelhessens ist das fast ausgestorbene Manisch, das früher im Raum Marburg (Richtsberg und Waldtal), Gießen (Gummiinsel, Eulenkopf und Margarethenhütte) und Wetzlar (Finsterloh) von sogenannten sozialen Randgruppen benutzt wurde.

## Merkmale

### Lautung
Im Folgenden sollen ausgewählte phonetische und phonologische Merkmale beschrieben werden, die insofern typisch für den mittelhessischen Dialekt sind, als sie den meisten Ortsmundarten gemeinsam sind.
Die Lautungen der Mundarten sind grundsätzlich nicht als Abweichungen von der Standardsprache erklärlich, sondern sie stellen eigenständige Weiterentwicklungen mittelhochdeutscher Dialekte dar. Dennoch sollen hier der Verständlichkeit halber standarddeutsche mit mundartlichen Formen kontrastiert werden. Grundsätzlich lässt sich die Abstammung aus dem Mittelhochdeutschen zum Beispiel bei den Vokalen durch die große Lautverschiebung, die Neuhochdeutsche Diphthongierung sowie eine konsequente Entrundung nachvollziehen. Des Weiteren typisch ist eine Vereinfachung der Grammatik vergleichbar mit der des Niederländischen oder Norwegischen sowie eine intervokalische Konsonantenabschwächung.
Besonders charakteristisch ist das mit zurückgebogener Zunge (retroflex) und mit relativ gleichmäßig ausgeatmeter Luft, ohne Reibung oder „Explosion“ (Approximant), „gerollte“ /r/ (ɻ, Stimmhafter retroflexer Approximant), das dem amerikanischen /r/ gleicht und nicht zu den drei Realisierungen (r ʀ ʁ) des /r/ in der hochdeutschen Standardlautung zählt. In vielen Dialekten bleibt es auch am Wortende und vor Konsonant deutlich hörbar (z. B. in „Wasser“ oder „Ort“).
| Laut                  | standarddeutsch  | mittelhessisch                               |
| --------------------- | ---------------- | -------------------------------------------- |
| langes a              | Straße mhd. â    | südl. Strooß nördl. Struuß/Strueß            |
| langes a              | Hase             | südl. Hås nördl. Håes                        |
| langes e              | Schnee mhd. ê    | Schnii seltener Schnäi                       |
| langes e              | Leben            | Lääwe                                        |
| langes i              | lieb             | läib                                         |
| langes o              | groß mhd. ô      | gruuß                                        |
| langes ö              | schön            | schii                                        |
| langes u              | Bruder mhd. uo   | Brourer                                      |
| langes ü              | Kühe             | Koih seltener Käih                           |
| kurzes i              | ist              | südl. äs/is nördl. äes                       |
| kurzes u              | Pfund            | Pond                                         |
| ai (aus mhd. ei)      | zwei ein mhd. ei | zwii – zwu – zwä südl. aan/ån nördl. ään/een |
| ai (aus mhd. i)       | drei mhd. î      | drei                                         |
| au (aus mhd. ou)      | Baum mhd. ou     | südl. Baam/Båm nördl. Bääm                   |
| au (aus mhd. u)       | Haus mhd. û      | Haus                                         |
| oi                    | Gäule            | Goil                                         |
| oi                    | Feuer            | Fauer                                        |
| oi                    | Bäume            | Bääm/Beem                                    |
| pf                    | Pfeife           | Paif                                         |
| p                     | Puppe            | Bopp                                         |
| b zwischen Vokalen    | oben             | (b/dr)owwe                                   |
| t, d zwischen Vokalen | Futter           | Fourer                                       |
| s nach r              | Wurst, Wirsing   | Worscht/Woscht, Wersching                    |

Andere kennzeichnende Merkmale der meisten mittelhessischen Dialekte sind z. B.:
- hd. „ich habe“ > aich hu(n)
- hd. „ich bin“ > aich sei(n)/san
- hd. „nicht“ > näi/nee/ned/nid
- hd. „nichts“ > naut

Eine Besonderheit ist auch die dreigeschlechtige Verwendung des Zahlwortes „zwei“. Sie richtet sich nach dem Geschlecht des Substantivs. Dabei steht „zwie“ für männlich, „zwu“ für weiblich und „zwä“ für sächlich.
Beispiele:
- zwie Menner (Männer), zwu Fräe (Frauen), zwä Kenn (Kinder)
- zwie Honn (Hunde), zwu Koih (Kühe), zwä Huinger (Hühner)
- zwie Beme (Bäume), zwu Blemme (Blumen), zwä Vajilcher (Veilchen)
- zwie Handkees (Handkäse), zwu Tomade (Tomaten), zwä Aijer (Eier)

Lautmalerische Unterschiede der dreigeschlechtlichen Laute existieren oftmals von Dorf zu Dorf. So heißt es im unteren Vogelsberg:
- zwee Menner (Männer), zwu Weiwer (Weiber/Frauen), zwoi Kinn (Kinder)
- zwee Honde (Hunde), zwu Koih (Kühe), zwoi Hinkel (Hühner)
- zwee Beem (Bäume), zwu Blumme (Blumen), zwoi Vajilche (Veilchen)
- zwee Handkees (Handkäse), zwu Tomade (Tomaten), zwoi Aijer (Eier)

## Sprachbeispiele
Textbeispiel aus dem Gießener Raum:

„Mir kenne also virläufich folgendes feststelle: Mittelhessen muss mer als e Gejend verstieh, däi vo städtische Enklave – wäi z. B. Gäiße oawwer Wetzler – durchlechert eas, wäi en Schweizer Kees. Nur halt met winger Lecher. Un wann en Mittelhesse ean so e fremd Loch kimmt, dann fremdelt er.“

Textbeispiel aus dem Hinterland (Hinterländer Platt):
Wann’s raant, gieh ma heem

Wann’s nit raant, blaiwe ma häi

Raants nit un ma hu ke Lost, gieh ma aach heem

Raants, breache ma suwisu nit ze blaiwe

Gieh ma da heem un wesse nit, woas ma da mache sinn

Kinnte ma jo aach glaisch häiblaiwe

Feräasgesast es raant nit
Kurt W. Sänger, Gruppe Odermennig, aus: "Gemorje Hinnerlaand" 1984.
Der Klein-Kärber Dichter Peter Geibel (1841–1901) verfasste einen Gedichtband mit Namen „Mein schinste Gruß d'r Wearreraa“, in dem alle Texte in Mundart-Schreibung zu finden sind. Ein Auszug:
Di Wearreraa, su schih gelähje,

Meat Wiß ean Wahld, meat Doahl ean Hih,

Die Wearreraa meat all ihrm Sähje,

Meat Frücht ean Obst, meat Mensch ean Vieh -

Däi läiw ich üwer alle Moaße

Meat ihrer Luoft ean meat ihrm Wih;

Si eaß m’r su ohs Herz gewoase,

Wäi uf d’r ganze Welt nix mih.
Blues aus Friedberg – südliches Mittelhessen:
Ean Friddbersch, ean de Wearrera

Ihr Leut, do eas was luus!

Do spielt e dicke Dickworzfraa

Ean dicke, dicke Dickworzblues

De Laandroat, dear kimmt aach vorbei

He freet – woas eas da luus?

Ei do, do spielt e Dickworzfraa

Ean dicke, dicke Dickworzblues
Quelle: spontanifax in a-dur, Kurt W. Sänger / Odermennig
Sprichwörter und Redensarten (Beispiele):
- Wann’s Brai raant, hu däi d’n Läffel fageaesse
- Wäi de Mann es, so krire die Worscht gebrore
- Wann de Kripp leer is, schmaiße sisch de Gäul
- Wer die Howwer verdäint, kritt se net
- Wann’s Schof plärrt, schoads eam ean Muffel